# ورزشگاه نلسون ماندلا
ورزشگاه نلسون ماندلا با نام سابق ورزشگاه براقی (به عربی: ملعب براقی) یک ورزشگاه در الجزایر است که در براقی واقع شده‌است.